# 엔텔레케이아
엔텔레케이아(entelekheia, entelecheia)는 완료 또는 완성한 상태를 의미하는 용어로 아리스토텔레스의 중요 술어이다. 완전 현실태라고도 한다. 에네르게이아와 같은 뜻으로 사용되고 가능성과 대응된다.